# Corydoras paleatus
Espèce
Statut de conservation UICN

 LC : Préoccupation mineure
Corydoras paleatus, Corydoras poivré ou Corydoras marbré, est un petit poisson-chat de la famille des Callichthyidés. On le rencontre dans des rivières d'Amérique du Sud mais est aussi commun élevé en aquarium. Cette espèce est en effet appréciée en aquariophilie, notamment en raison de la facilité de son élevage et pour son comportement pacifique.

## Description

### Morphologie
Le Corydoras paleatus se distingue par plusieurs caractéristiques spécifiques. Sa colonne vertébrale pectorale présente des dentelures orientées perpendiculairement sur toute sa marge postérieure. Trois grandes taches noires marquent la ligne médiane de son flanc, et sa nageoire pectorale peut être hyaline ou noire. Des barres noires transversales ornent les lobes de sa nageoire caudale. Sa coloration générale est grise, parsemée de taches noires sur le corps. Une variété albinos de ce corydoras existe également en aquariophilie. Parfois appelé « corydoras poivré » ou « corydoras marbré », ce poisson-chat nain possède des barbillons filiformes caractéristiques autour de la bouche, adaptés pour fouiller le sol.
L'espèce présente un dimorphisme sexuel. Le mâle est plus petit que la femelle à l'âge adulte. La femelle est moins svelte que le mâle et présente un ventre arrondi, avec un aspect plus massif que le mâle. La nageoire dorsale est plus pointue chez le mâle, ce qui contribue également à différencier les deux sexes.

## Répartition
L'espèce est présente en Amérique du Sud, où elle occupe le bassin inférieur du fleuve Paraná ainsi que divers cours d'eau côtiers. Son aire de répartition s'étend à travers le sud du Brésil, la Bolivie, l'Uruguay et l'Argentine. Elle réside dans des habitats d'eau douce. L'UICN apporte les précisions suivantes pour les pays où réside l'espèce : Argentine (Buenos Aires, Chaco, Corrientes, Misiones, Santa Fé, Mendoza, Catamarca, San Juan, Rio Negro, Córdoba, Santiago del Estero, Entre Ríos, Formosa, San Luis, La Pampa, La Rioja, Tucumán) ; Brésil (Mato Grosso do Sul, Paraná, Rio Grande do Sul, Santa Catarina, São Paulo) ; Paraguay ; Uruguay.

## Systématique
Le nom valide complet (avec auteur) de ce taxon est Corydoras paleatus (Jenyns, 1842).
Corydoras paleatus a pour synonymes :
- Corydoras punctatus argentina Steindachner, 1879
- Callichthys paleatus Jenyns, 1842
- Corydoras maculatus Steindachner, 1879
- Corydoras marmoratus Steindachner, 1879
- Silurus 7-radiatus Larrañaga, 1923
- Silurus quadricostatus Larrañaga, 1923
- Silurus septemradiatus Larrañaga, 1923

L'espèce a été initialement décrite sous le nom de Callichthys paleatus par Jenyns en 1842. Successivement, Callichthys punctatus Valenciennes 1834 a été considéré comme synonyme senior de C. paleatus Jenyns 1842. Cependant, C. paleatus a été maintenu comme nomen protectum lorsqu'il a été placé dans le genre Corydoras en raison de l'homonymie secondaire de C. punctatus. Pendant une grande partie du XXe siècle et au début du XXIe siècle, l'espèce a été largement acceptée sous le nom de Corydoras paleatus, comme en témoignent de nombreuses publications scientifiques. Cependant, des études publiées en 2024 ont conduit à une reclassification de l'espèce sous le nom de Hoplisoma paleatum, un changement officiellement reconnu sur le site de référence ECoF. Cependant le nom Corydoras paleatus reste très largement utilisé.

## Étymologie
L'étymologie du nom générique « Corydoras », décrit par Lacépède, provient de la combinaison de deux mots grecs : « kory », dérivé de « kórys » (κόρυς), signifiant « casque », en référence aux grandes plaques couvrant la tête, et « doras », dérivé de « dorás » (δοράς), signifiant « peau ou cuir d'animal », mais Lacepède précise qu'il s'agit de « cuirasse » (ou plastron), qui étaient à l'origine fabriqués en cuir, faisant référence aux plaques osseuses sur les flancs,.
Le nom spécifique « paleatus » peut être interprété comme « muni de marques tachetées ».

## Publication originale
- Jenyns, L. (1840-1842). Fish. In: The zoology of the voyage of H. M. S. Beagle, under the command of Captain Fitzroy, R. N., during the years 1832 to 1836. London: Smith, Elder, and Co. Issued in 4 parts. i-xvi + 1-172, Pls. 1-29. [Sherborn 1897 ref. 13554 dates to Jan. 1840 (pp. 1-32), June 1840 (33-64), Apr. 1841 (65-96), Apr. 1842 (97-172).]. [(en) lire en ligne (page consultée le 5 avril 2025)]

## Aquariophilie

### Maintenance en captivité
| Origine         | Brésil, Bolivie, Argentine, Uruguay | Eau           | Eau douce     |
| Dureté de l'eau | 1 à 15 °GH                          | pH            | 5,5 à 7,2     |
| Température     | 18 à 26 °C                          | Volume mini.  | 120 l         |
| Alimentation    | Omnivore                            | Taille adulte | env. 6 à 8 cm |
| Reproduction    | Ovipare                             | Zone occupée  | Fond          |
| Sociabilité     | Paisible, en groupe                 | Difficulté    | Facile        |

C'est un poisson paisible qu'il faut toujours maintenir un groupe de 6 individus minimum. L'aquarium idéal possède donc une bonne surface au sol pour ces poissons d'environ 6,0 - 8,0 cm de long. Un bac de 120 litres est un minimum pour accueillir un groupe de 6 individus.
Omnivore, il apprécie, en aquarium, une eau douce d'une température comprise entre 18° et 26 °C, un pH compris entre 5,5 et 7,2 et dureté GH allant de 1 à 15. Pour la reproduction il est suggéré de s'approcher des conditions de la période de reproduction (saison des pluies) qui a pour conséquence d’abaisser la température ambiante. On peut donc reproduire ces conditions en aquarium en baissant de quelques degrés la température de l’eau et d'augmenter la dose de nourriture (vivante de préférence).
Eu égard à leur comportement fouisseur, il est donc important de veiller à ce que le gravier de l'aquarium ne soit pas trop coupant. Étant donné que ces poissons peuvent dépasser 6 cm de longueur, un aquarium d'au moins 80 cm de façade est recommandé.

### Élevage

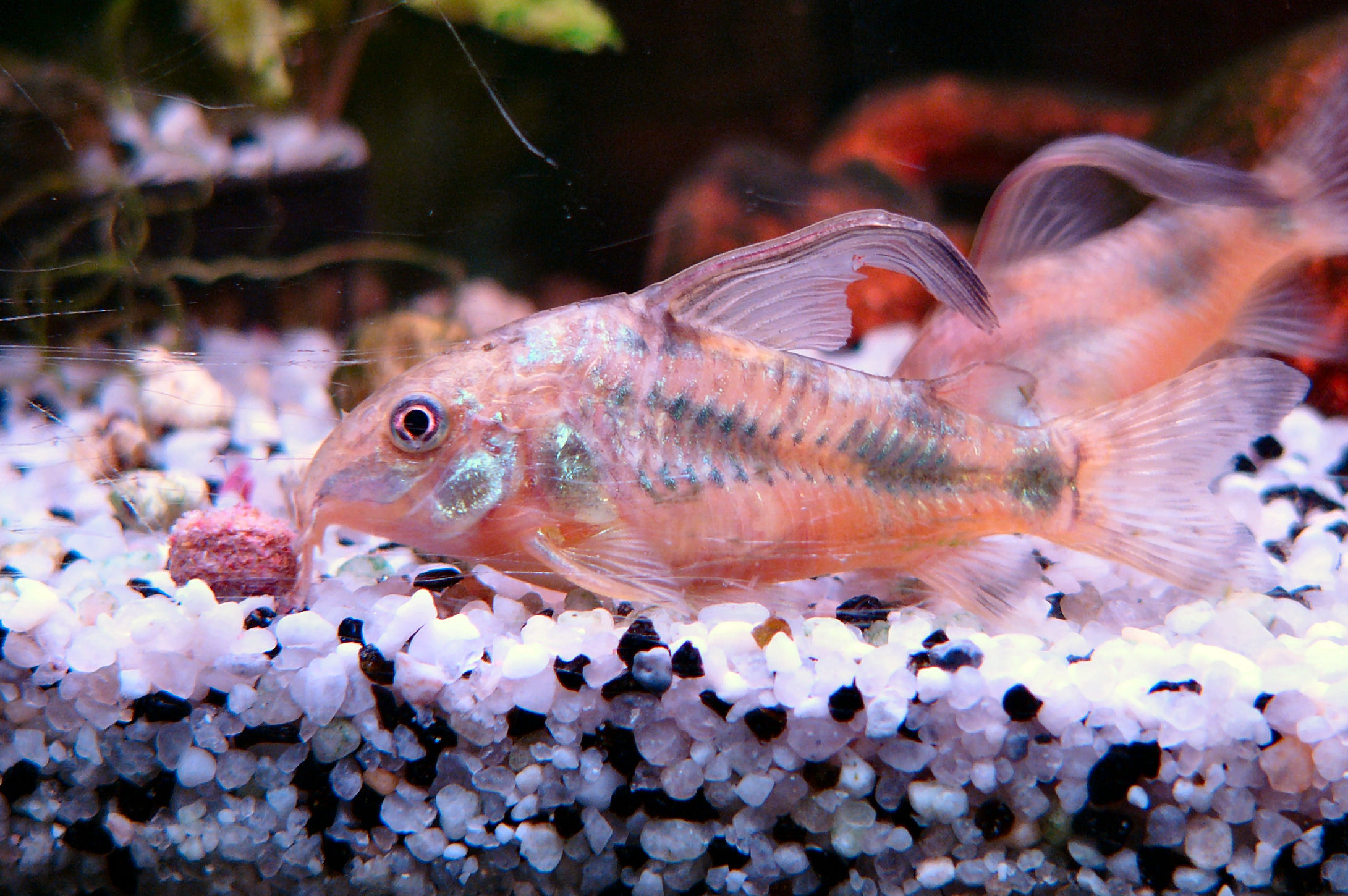
Corydoras poivré dévorant un comprimé de fond

Pour motiver la ponte, il est préférable de lui donner des proies vivantes comme des larves rouges de moustiques chironomes ou des vers tubifex. La reproduction en captivité est plutôt aisée : la femelle pond des œufs qu'elle colle sur des surfaces dures, souvent les vitres. Ils peuvent vivre plus de 10 ans, jusqu'à 12 ans en conditions idéales.
Aux fins de reproduction, il est parfois conseillé de les retirer de l'aquarium communautaire et de les placer dans un petit aquarium à l'écart des autres espèces. Bien que les Corydoras puissent se reproduire dans un aquarium communautaire, il y a toujours un risque que leurs œufs soient mangés par d'autres poissons. L'aquarium de reproduction n'a pas besoin d'être plus grand que 10 litres, avec un fond de sable fin et une décoration minimale comprenant une ou deux plantes à larges feuilles. Une filtration est essentielle. Introduisez les Corydoras avec un ratio de deux mâles pour une femelle. Un trio est préférable à six spécimens dans un aquarium de cette taille. Souvent, s'ils sont en condition de reproduction, ils n'auront besoin d'aucune incitation pour frayer. Cependant, s'ils semblent réticents, réduire progressivement le niveau d'eau de l'aquarium de 30 à 40 % sur cinq jours et, le sixième jour, remplacer l'eau retirée par de l'eau fraîche légèrement plus froide. Cela imite les conditions environnementales naturelles de reproduction au début de la saison des pluies.

### Comportement
Ce poisson est particulièrement pacifique et paisible. Il est toujours en activité, de jour comme de nuit. Ils ont des yeux globuleux et volumineux, toujours en mouvement. De mœurs grégaires, il vit en groupe. Il a un régime omnivore et fouille le sol à la recherche de sa nourriture, de préférence des larves vivantes d'insectes.